# Bernhard Klamroth
Bernhard Klamroth (* 20. November 1910 in Berlin; † 15. August 1944 in Berlin-Plötzensee) war ein deutscher Offizier, der zu den Attentätern des 20. Juli 1944 gehörte.

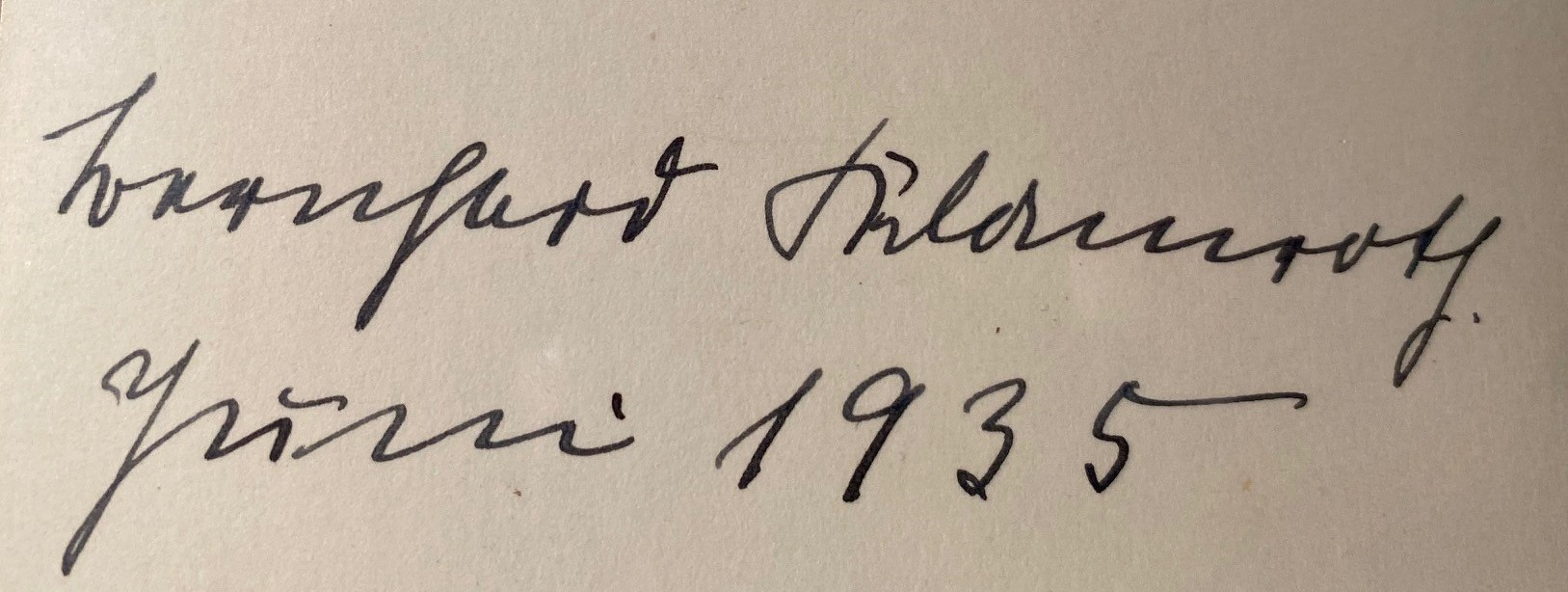
Unterschrift Bernhard Klamroth

## Leben

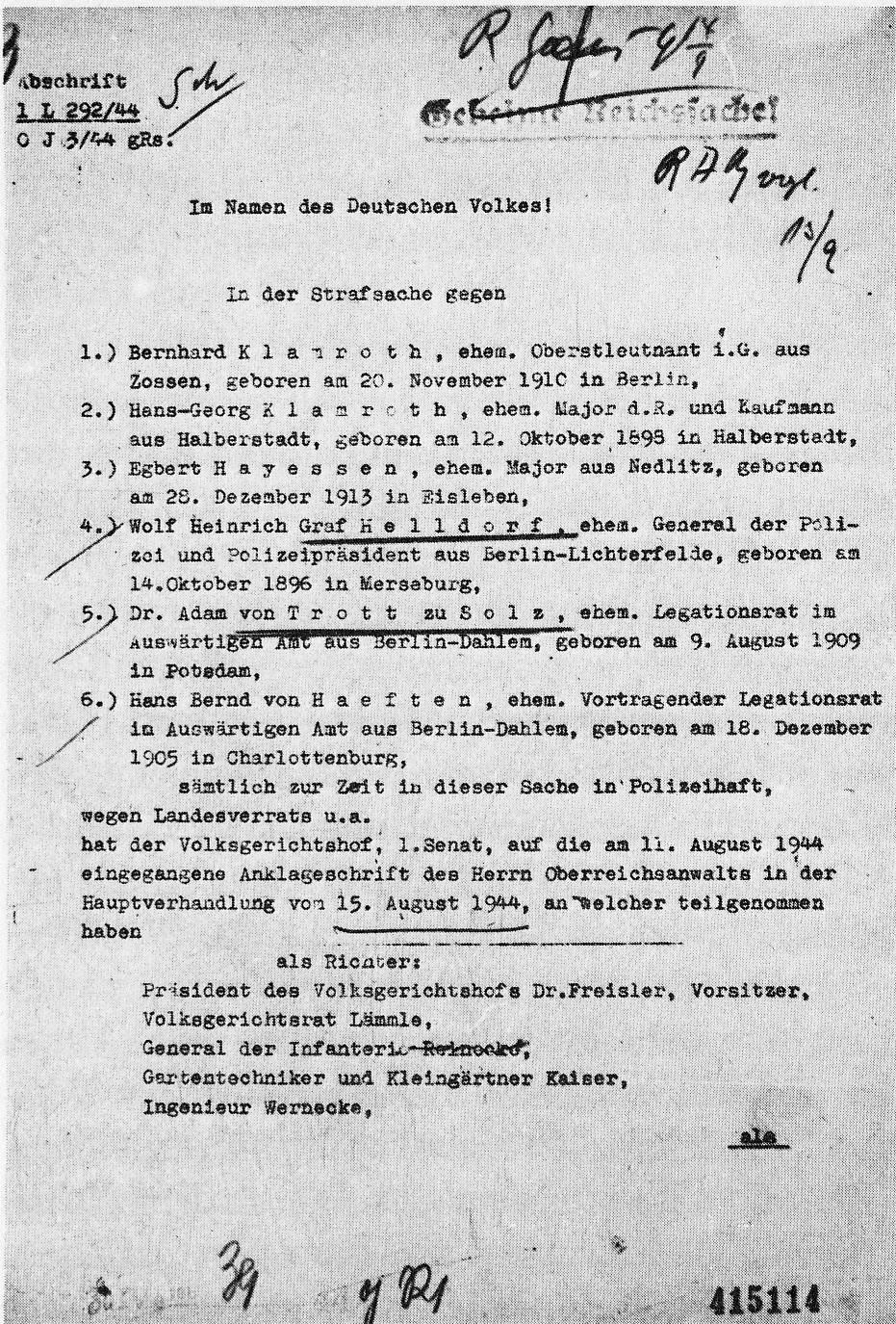
Erste Seite des Urteils des Volksgerichtshofs, die weiteren Angeklagten sind Hans Georg Klamroth, Egbert Hayessen, Wolf-Heinrich von Helldorff, Adam von Trott zu Solz und Hans Bernd von Haeften

Klamroth legte Ostern 1930 am Grunewald-Gymnasium in Berlin das Abitur ab und trat noch im selben Jahr der Reichswehr bei. Während des Zweiten Weltkriegs diente er ab 1939 im Rahmen des Krieges gegen Polen als Kompaniechef. Ab März 1942 war er im Einsatz an der Ostfront als Generalstabsoffizier der 4. Armee. Dort arbeitete er erstmals mit Generalmajor Hellmuth Stieff zusammen, der Klamroth nach Berlin in die Organisationsabteilung des Oberkommando des Heeres holte. Stieff machte Klamroth mit dem Plan des Sturzes Hitlers vertraut. Gemeinsam mit Oberleutnant Albrecht von Hagen beschaffte Klamroth im Mai 1944 den Sprengstoff für das Attentat. Er berichtete kurz vor dem Anschlag auch seinem Schwiegervater und Vetter zweiten Grades Hans Georg Klamroth von den Anschlagsplänen.
Nach dem fehlgeschlagenen Attentat vom 20. Juli 1944 wurde Bernhard Klamroth tags darauf von der Gestapo verhaftet und im Zellengefängnis Lehrter Straße inhaftiert. Im dritten Schauprozess wurde er gemeinsam mit seinem Schwiegervater am 15. August 1944 durch den Volksgerichtshof unter Vorsitz seines Präsidenten Roland Freisler zum Tod verurteilt. Das Urteil gegen ihn wurde noch am selben Tag in Plötzensee durch Hängen vollstreckt.

## Familie
Klamroth wurde am 20. November 1910 in Berlin als erstgeborener Sohn von Walter Ludwig Klamroth (* 1873; † 1946) und seiner Frau Marta Ida geb. Klönne (* 1883; † 1962) geboren. Zusammen mit seinen fünf Geschwistern wuchs er in Berlin auf. Am 5. Januar 1943 heiratete er Ursula Klamroth (* 1924; † 1981), die Tochter seines Cousins zweiten Grades, Hans Georg Klamroth. Aus der Ehe ging der Sohn Jörn hervor.